# Nanteuil-en-Vallée

Nanteuil-en-Vallée este o comună în departamentul Charente, Franța. În 1 ianuarie 2022 avea o populație de 1.357 de locuitori.